# Sheriff of London Charity Shield
The  Sheriff of London Charity Shield  var en engelsk fotbollsturnering som spelades årligen mellan en amatörklubb och en professionell klubb.
Den första matchen spelades den 19 mars 1898, efter att ha utarbetats av Sir Thomas Dewar. Inkomstera från den årliga matchen delades ut till sjukhus och olika välgörenhetsorganisationer.
Tävlingen kom att bli kortlivad, delvis beroende på dominansen från de professionella klubbarna men även på grund av en spricka i the Football Association som gjorda att Amateur Football Alliance bildades. Tävlingen upphörde 1907, även om dess anda fortsatte i och med skapandet av FA Charity Shield. Den kom att återuppstå två gånger - en gång på 1930-talet och en gång på 1960-talet.
Det spelades även en match mellan Watford (nuvarande mästare) och Corinthian Casuals 1983. Watford gick segrande ur matchen med 6-1.
Skölden i sig, tillverkad på uppdrag av Dewar, var över sex fot hög - den största trofén som det någonsin tävlats om i fotbolls historien. På 1980-talet var trofén till salu på en auktion och såldes för £ 26,000 till amerikansk ägare. Den finns utställd i Watfords Museum.

## Mästare

### Första upplagan
- 1898 Corinthian & Sheffield United delad
- 1899 Aston Villa & Glasgow laget Queens Park deld
- 1900 Corinthian
- 1901 Aston Villa
- 1902 Tottenham Hotspur
- 1903 Sunderland
- 1904 Corinthian
- 1905 The Wednesday
- 1906 Liverpool
- 1907 Newcastle United

### Andra upplagan
- 1931 Arsenal
- 1932 Ingen tävling
- 1933 Arsenal
- 1934 Tottenham Hotspur

### Tredje upplagan
- 1965 Arsenal
- 1966 Arsenal
- 1967 Watford
- 1968 Watford

### Engångsmatchen
- 1983 Watford